# Bologna Rock
Il Bologna Rock, per esteso Bologna Rock: Dalle cantine all'asfalto, è stato un festival musicale, organizzato dalla Harpo's Bazar, che si svolse al palasport di Bologna il 2 aprile 1979 e che vide la partecipazione di molti gruppi di genere punk, rock demenziale e new wave della scena bolognese dell'epoca, quali Skiantos, Luti Chroma, Confusional Quartet, Rusk und Brusk, Gaznevada, Windopen, Bieki, Naphta e del cantante blues statunitense Andy J. Forest.

## Il concerto
Il concerto, organizzato dall'etichetta underground Harpo's Bazar del produttore discografico Oderso Rubini, ebbe un grande successo di pubblico, anche grazie al "prezzo politico" del biglietto, del costo di sole 2 500 lire, radunando circa 6 000 persone (vicino all'intera capienza del palasport) ed ebbe inizio con l'esibizione dei Bieki, venendo tuttavia interrotto al momento della salita sul palco degli Skiantos, a causa di un "bombardamento" di gavettoni che rese momentaneamente inservibile il mixer, prima di riprendere regolarmente fino al termine.